# Dekret o pokoju

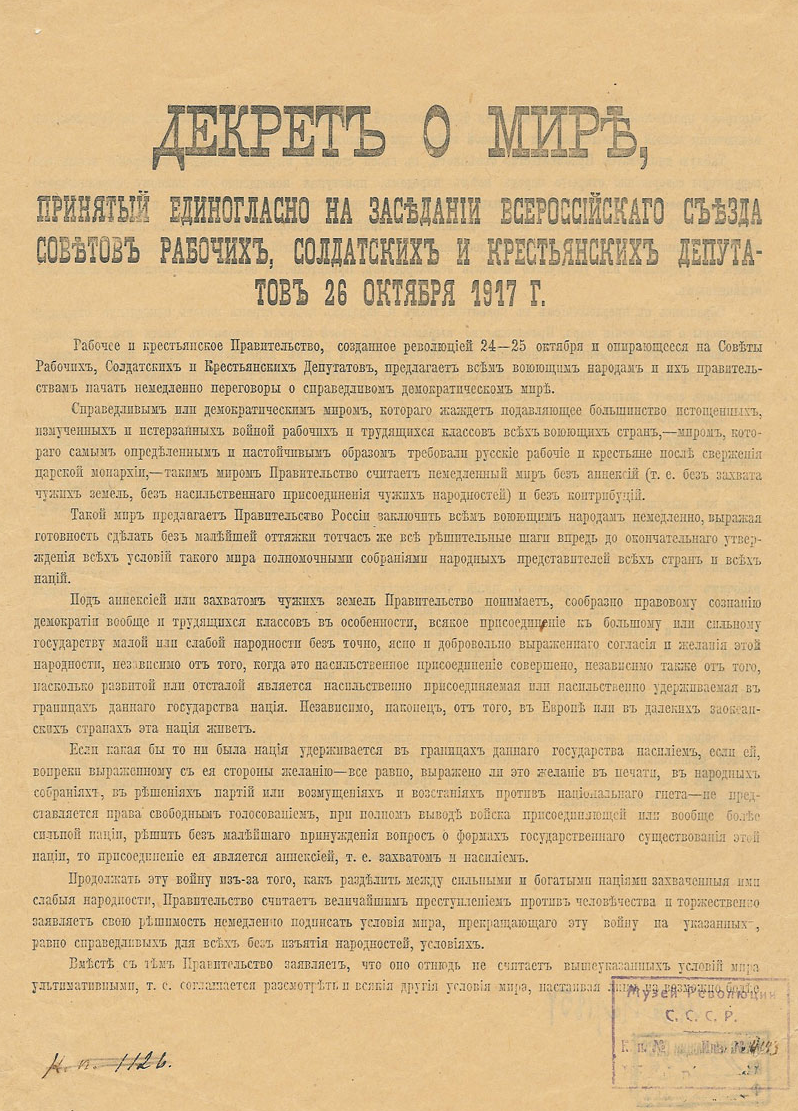
Dekret o pokoju

Dekret o pokoju (ros. Декрет о мире) – dekret wydany po zwycięstwie rewolucji październikowej w Rosji; tekst napisany przez Włodzimierza Lenina i na jego wniosek uchwalony 8 listopada 1917 w czasie posiedzenia II Ogólnorosyjskiego Zjazdu Rad Delegatów Robotniczych i Żołnierskich, razem z dekretem o ziemi.
Wzywał on narody i rządy walczących stron do zawarcia sprawiedliwego, demokratycznego pokoju bez aneksji i kontrybucji, unieważniał wszelkie tajne układy zawarte przez Rząd Tymczasowy i zapowiadał jawne przeprowadzenie wszystkich rokowań.
Był to pierwszy dokument formułujący zasady polityki zagranicznej państwa radzieckiego.